# داوود دانش‌دوست
داوود دانش‌دوست (زاده ۱۵ مرداد ۱۳۶۴ در کاشمر) یک بازیکن فوتبال اهل ایران است. وی حال حاضر در عرصهٔ مربیگری و آموزش‌های آکادمیک در مدرسه فوتبال خود مشغول است. دانش دوست هم‌اکنون سرمربی تیم شادکام مشهد حاضر در لیگ سوم کشور مرحله دوم است

## دوران حرفه‌ای
داوود دانش دوست هافبک تیم ابومسلم خراسان که سابقه بازی در تیم‌های تراکتورسازی تبریز و آلومینیوم هرمزگان را نیز دارد.